# Liste des épisodes de FBI : Portés disparus

Cette page recense la liste des épisodes de la série télévisée FBI : Portés disparus ou Sans laisser de trace au Québec (Without a Trace).

## Première saison (2002-2003)
1. Une vie rangée (Pilot)
2. L'Anniversaire (Birthday Boy)
3. Témoignages (He Saw, She Saw)
4. Vies perdues (Between the Cracks)
5. Suspect (Suspect)
6. Faire son devoir (Silent Partner)
7. Un vide immense (Snatch Back)
8. Les Enfants de la rue (Little Big Man)
9. Préjugés (In Extremis)
10. Le Soleil de minuit (Midnight Sun)
11. Une petite ville bien tranquille (Maple Street)
12. Course contre la montre (Underground Railroad)
13. La Quête impossible (Hang On to Me)
14. Un ciel sans nuage (The Friendly Skies)
15. Adieu la mariée (There Goes the Bride)
16. Claire de lune (Clare de Lune)
17. Une Question D'honneur (Kam Li)
18. La Source (The Source)
19. Une victoire pour l'humanité (Victory for Humanity)
20. Coup bas (No Mas)
21. Enquête interne (Are You Now Or Have You Ever Been?)
22. Retombées : 1re partie (Fall Out - Part 1)
23. Retombées : 2e partie (Fall Out - Part 2)

## Deuxième saison (2003-2004)
Elle est diffusée à partir du 25 septembre 2003.
1. Le Bus (The Bus)
2. Expiation (Revelations)
3. Amour escroc (Confidence)
4. L'Enfant prodige (Prodigy)
5. L'Imitateur (Copycat)
6. Ces chers enfants (Our Sons and Daughters)
7. Terre d'accueil (A Tree Falls)
8. Incendie (Trip Box)
9. Détresses (Moving On)
10. Au grand jour (Coming Home)
11. Photographies (Exposure)
12. Alice (Hawks and Handsaws)
13. Règles de vie (Life Rules)
14. Règlement de comptes (The Line)
15. L'Âge tendre (Wannabe)
16. Quatre ans après (Risen)
17. Héros de guerre (Gung Ho)
18. Esprit de Famille (Legacy)
19. Les Jumeaux (Doppelganger)
20. Affaires Personnelles (Shadows)
21. Deux Familles (Two Families)
22. Joueurs Vedettes (The Season)
23. Kidnappée (Lost and Found)
24. L'Appât (Bait)

## Troisième saison (2004-2005)
Elle est diffusée à partir du 23 septembre 2004.
1. Dans le noir (In the Dark)
2. Tu ne tueras point (Thou Shalt Not)
3. À des années-lumière (Light Years)
4. Les Coupables et les innocents (Upstairs Downstairs)
5. La Déesse Américaine (American Goddess)
6. L'Engrenage - 1re partie (Nickel and Dimed - Part 1)
7. L'Engrenage - 2e partie (Nickel and Dimed - Part 2)
8. Le Dominant et le dominé (Doppelganger II)
9. Procès (Trials)
10. Malone contre Malone (Malone vs. Malone)
11. Un avenir brillant (4.0.)
12. Repentirs (Penitence)
13. Un lieu sûr (Volcano)
14. Écart de conduite (Neither Rain Nor Sleet)
15. Riche, belle et célèbre (Party Girl)
16. Chasse à l'Homme (Manhunt)
17. Immersion (Lone Star)
18. Transitions (Transitions)
19. Extralucide (Second Sight)
20. Le Coupable idéal (The Bogie Man)
21. Voie de garage (Off the Tracks)
22. John Michaels (John Michaels)
23. Fin de partie (Endgame)

## Quatrième saison (2005-2006)
Elle est diffusée à partir du 29 septembre 2005.
1. Traqué (Showdown)
2. Un monde dangereux (Safe)
3. Renaissance (From the Ashes)
4. Le Temps perdu (Lost Time)
5. Traditions (Honor Bound)
6. Voyage au Mexique (Viuda Negra)
7. Un dernier combat (The Innocents)
8. De l'autre côté (A Day in the Life)
9. Cavalier seul (Freefall)
10. Amnésie (When Darkness Falls)
11. Le Sang versé (Blood Out)
12. Patient X (Patient X)
13. Enragée (Rage)
14. Justice expéditive (Odds or Evens)
15. Trophées de chasse (The Stranger)
16. La Loi du marché (The Little Things)
17. Confidences (Check Your Head)
18. Addictions (The Road Home)
19. Heureux événements (Expectations)
20. Le Refuge (More Than This)
21. Sous la glace (Shattered)
22. Requiem (Requiem)
23. Dans la balance (White Balance)
24. Des vies qui se croisent (Crossroads)

## Cinquième saison (2006-2007)
Le 6 mars 2006, la série est renouvelée pour une cinquième saison diffusée à partir du 24 septembre 2006.
1. Des années volées (Stolen)
2. Strip-tease (Candy)
3. Appels d'urgence (911)
4. Tous pour un (All for One)
5. Le Mauvais Exemple (The Damage Done)
6. Après la tempête (The Calm Before)
7. Exorcisme (All the Sinners, Saints)
8. Main perdante (Win Today)
9. Le Protecteur (Watch Over Me)
10. L'Espoir (The Thing with Feathers)
11. Partir (Fade-Away)
12. En vrille (Tail Spin)
13. À pleines dents (Eating Away)
14. Le Pont (Primed)
15. Le Désert (Desert Springs)
16. Jamais sans toi (Without You)
17. Eaux profondes (Deep Water)
18. Connexions (Connections)
19. Le Poids du passé (At Rest)
20. À fleur de peau (Skin Deep)
21. Têtes brûlées (Crash and Burn)
22. La Seule et unique (One and Only)
23. Tous les deux (Two of Us)
24. Un nouveau départ (The Beginning)

## Sixième saison (2007-2008)
Le 15 mai 2007, la série a été renouvelée pour une sixième saison, diffusée à partir du 27 septembre 2007.
1. Les Enfants perdus (Lost Boy)
2. Le Nettoyeur (Clean Up)
3. La Fin et les moyens (Res Ipsa)
4. Bavure (Baggage)
5. La Fuite (Run)
6. Après 6 ans de recherche 2e partie (Where and Why)
→ crossover avec Les Experts, saison 8 épisode 6
7. Les Racines du mal (Absalom)
8. En cage (Fight/Flight)
9. Une seule erreur (One Wrong Move)
10. Comptes de Noël (Claus and Effect)
11. Le Privé (4G)
12. Blessures de guerre (Article 32)
13. Justicier solitaire (Hard Reset)
14. Rejets (A Bend in the Road)
15. Déjà vu (Deja Vu)
16. Le Ticket gagnant (A Dollar and a Dream)
17. Dépannages (Driven)
18. Retour de bâton (Satellites)

## Septième saison (2008-2009)
Le 14 février 2008, la série est renouvelée pour une septième et dernière saison diffusée à partir du 23 septembre 2008.
1. Un deuil impossible (Closure)
2. Enlèvement (22 x 42)
3. Dernières volontés (Last Call)
4. Vrai ou faux (True/False)
5. Victimes (Rise and Fall)
6. Une vie de regrets (Live to Regret)
7. Handicap (Rewind)
8. Loin de New York (Better Angels)
9. Une dette à payer (Push Comes to Shove)
10. Avis de tempête (Cloudy with a Chance of Gettysburg)
11. Désirée (Wanted)
12. Miracles (Believe Me)
13. Les Erreurs passées (Once Lost)
14. Des femmes sans histoires (Friends and Neighbors)
15. Le Caméléon (Chameleon)
16. Contrecoups (Skeletons)
17. La Jurée (Voir Dire)
18. Le bout du tunnel (Daylight)
19. Battement de cœur (Heartbeats)
20. Retour sur Terre (Hard Landing)
21. Labyrinthes (Labyrinths)
22. Dévotions (Devotion)
23. Inavouable (True)
24. Au large (Undertow)